# Schefflera kuborensis
Schefflera kuborensis är en araliaväxtart som beskrevs av David Gamman Frodin. Schefflera kuborensis ingår i släktet Schefflera och familjen araliaväxter.
Artens utbredningsområde är Papua Nya Guinea. Inga underarter finns listade.